# Пери-Бану (кратер)
Пери-Бану(лат.  и англ. Peri-Banu) — 18-километровый ударный кратер на поверхности луны Сатурна — Энцелада. Координаты центра — 62°00′ с. ш. 322°55′ з. д. / 62° с. ш. 322,91° з. д.. Кратер был обнаружен на снимках космического аппарата «Вояджер-2», а через некоторое время подробно снят зондом «Кассини-Гюйгенс». Этот кратер — семнадцатый по величине на Энцеладе, его диаметр составляет 18 км. Западная часть кратера практически отсутствует — погребена или разрушена восточной окраиной рытвин Самарканд. Внутреннюю часть кратера занимает большая куполообразная структура. Она представляет собой его центральную горку (возникшую вследствие релаксации поверхности после удара) или, по некоторым предположениям, образована веществом, поступившим из рытвин Самарканд. По соседству с ним находится крупный кратер Ахмад. Название кратера получило официальное утверждение в 1982 году.

## Эпоним
Назван в честь Пери-Бану — персонажа, описанного в сборнике народных сказок Тысяча и одна ночь. Пери-Бану — сказочная дева, дух; вышла замуж за Ахмеда и помогала добыть ему волшебное яблоко, которое требовал его отец. 